# Armadillo arcuatus
Armadillo arcuatus är en kräftdjursart som beskrevs av Dollfus 1907. Armadillo arcuatus ingår i släktet Armadillo och familjen Armadillidae. Inga underarter finns listade i Catalogue of Life.